# Марина ди Акате (Рагуза)
Марина ди Акате је насеље у Италији у округу Рагуза, региону Сицилија.
Према процени из 2011. у насељу је живело 6 становника. Насеље се налази на надморској висини од 9 м.